# Hogarth Press

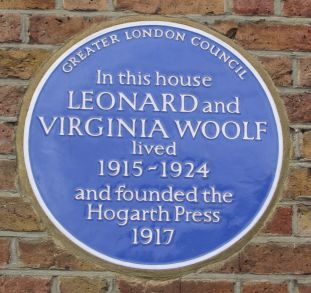
Blue plaque

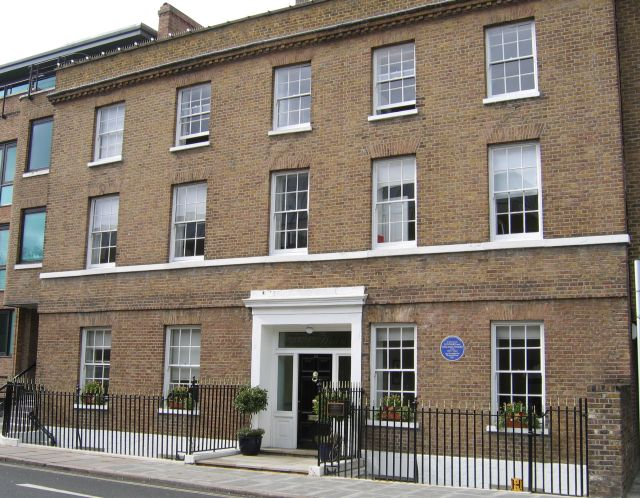
'Hogarth House', 34 Paradise Road, Richmond, London, UK

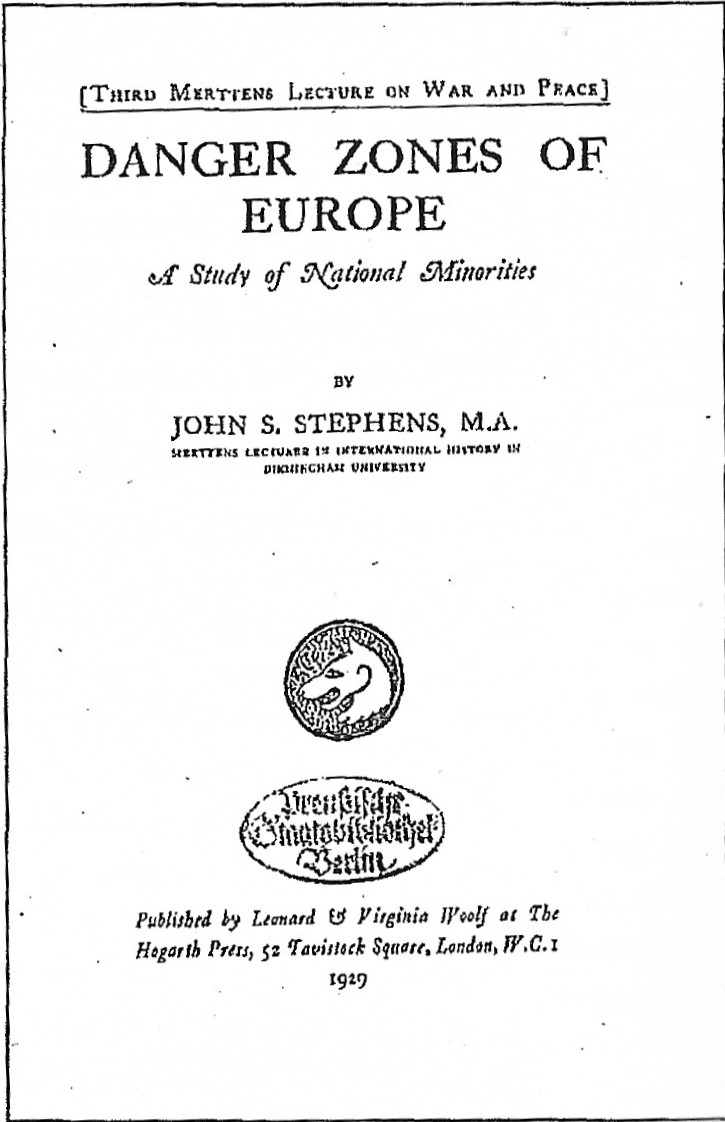
Frontespizio delle Danger Zones, pubblicate dalla Hogarth nel 1929, con l'emblema a forma di lupo (Woolf) dell'editore

L'Hogarth Press è stata una casa editrice britannica fondata nel 1917 da Leonard Woolf e Virginia Woolf. È stata così chiamata dal nome di Hogarth House, la loro casa nel quartiere londinese di Richmond, dove cominciarono a stampare libri a mano. La Hogarth chiuse definitivamente nel 1946, quando divenne una società partner di Chatto & Windus.
Durante gli anni tra le due guerre, la Hogarth Press passò da un semplice hobby dei coniugi Woolf ad una realtà editoriale consolidata: in quasi trent'anni di attività (1917-1946) furono 525 i titoli stampati dalla Hogarth.
All'avventura dei Woolf contribuirono molte personalità del Bloomsbury Group: una fra molti fu sicuramente Vanessa Bell, la sorella di Virginia che si occupò di realizzare le sovraccoperte di tutti i romanzi della sorella.

## Storia
Il 23 marzo 1917 i coniugi Woolf acquistarono la loro prima pressa da stampa. L'intenzione dei due era quella di trovare un nuovo passatempo, che potesse anche aiutare Virginia a distrarsi dalle sue crisi maniaco-depressive.
Pochi mesi dopo fecero circolare tra gli amici del Bloomsbury un annuncio per metterli al corrente del fatto che stavano per comporre e stampare due storie: Three Jews di Leonard e The Mark on the Wall di Virginia, raccolte in un unico libretto intitolato Two Stories, in 150 esemplari con xilografie di Dora Carrington.
Nel 1919 si ebbero i primi successi: pubblicarono Poems di T.S. Eliot, The Critic in Judgement di John Middleton Murry e Kew Gardens della stessa Virginia.
Gli anni '20 videro la pubblicazione dei primi romanzi di Virginia pubblicati dalla scrittrice medesima: La stanza di Jacob (1922), La signora Dalloway (1925) e Gita al faro (1927).
Nel 1932 uscì l'ultimo libro stampato a mano dai Woolf: la Hogarth era ormai divenuta una casa editrice importante, e comporre e stampare libri a mano era un'attività che, per quanto dilettevole, richiedeva troppo tempo.
Negli anni '30 si inserì una nuova figura chiave all'interno della Hogarth: si tratta di John Lehmann, che dopo aver collaborato come assistente, nel 1938 entrerà in società con Leonard Woolf acquisendo la quota societaria di Virginia. Lehmann fu un grande innovatore, capace di introdurre nella casa editrice una nuova generazione di poeti, tra cui Christopher Isherwood.
Dopo il suicidio (1941) di Virginia, la Hogarth sopravvisse alcuni anni, prima di divenire un'affiliata di Chatto&Windus nel 1946.

## Traduzioni
Fin dagli inizi della propria attività, la Hogarth Press si distinse per la propensione a tradurre autori stranieri. Nel 1920 furono pubblicati I ricordi su Tol'stoj di Maksim Gor'kij, tradotto dal russo; tra gli autori russi tradotti figurarono anche Dostoevskij, Bunin e Čechov.
Un altro importante caso riguarda la traduzione e pubblicazione dell'opera omnia di Freud, per conto della International Psycho-Analytical Library. Il primo scritto freudiano uscito per la Hogarth è L'Io e l'Es, nel 1927.

## Principali pubblicazioni
- Monday or Tueasday di Virginia Woolf con xilografie di Vanessa Bell.
- Karn (1922) e Martha Wish-You-Ill (1926), di Ruth Manning-Sanders.
- The Waste Land (La terra desolata) di Thomas Stearns Eliot (1923) - prima edizione inglese.
- The Standard Edition of the Complete Psychological Works of Sigmund Freud  (1956–1974), in collaborazione con Anna Freud.

## Curiosità
- Tra le varie opere tradotte dalla Hogarth ci fu anche La dottrina del fascismo di Benito Mussolini, uscito nel 1933.
- Il best seller assoluto dell'Hogarth Press fu The Edwardians (La signora scostumata) di Vita Sackville-West, pubblicato dalla Hogarth nel 1930. Il libro vendette più di 25 000 copie nel primo semestre[4].
- Non fu una questione personale o di gusto il non pubblicare Ulisse di Joyce. Era il 1918 quando Harriet Shaw Weaver, mecenate dello scrittore, propose a Virginia Woolf la pubblicazione dell'opera; all'epoca i Woolf non disponevano dei mezzi necessari per pubblicare un romanzo talmente lungo, e stamperie su commissione si sarebbero rifiutate, considerando disdicevoli e sconvenienti varie parti del romanzo.
- Sono noti i continui screzi e battibecchi tra Leonard e i tanti assistenti che assunsero nel corso degli anni. L'esperienza di Richard Kennedy fu dallo stesso raccontata in A boy at the Hogarth Press[5].